# Glande rostrale
 (juin 2021).
- Si vous ne connaissez pas le sujet, laissez ce bandeau (vous pouvez alors contacter les auteurs).
- Si vous supprimez le contenu mis en cause (vous pouvez préalablement contacter les auteurs),

argumentez précisément cette suppression dans la page de discussion
(un manque de référence n'est pas un argument ; une recherche réelle de référence doit avoir été effectuée, être formellement documentée).
 (juin 2021).
 (juin 2021).
La mise en forme du texte ne suit pas les recommandations de Wikipédia : il faut le « wikifier ».
Les points d'amélioration suivants sont les cas les plus fréquents. Le détail des points à revoir est peut-être précisé sur la page de discussion.
- Les titres sont pré-formatés par le logiciel. Ils ne sont ni en capitales, ni en gras.
- Le texte ne doit pas être écrit en capitales (les noms de famille non plus), ni en gras, ni en italique, ni en « petit »…
- Le gras n'est utilisé que pour surligner le titre de l'article dans l'introduction, une seule fois.
- L'italique est rarement utilisé : mots en langue étrangère, titres d'œuvres, noms de bateaux, etc.
- Les citations ne sont pas en italique mais en corps de texte normal. Elles sont entourées par des guillemets français : « et ».
- Les listes à puces sont à éviter, des paragraphes rédigés étant largement préférés. Les tableaux sont à réserver à la présentation de données structurées (résultats, etc.).
- Les appels de note de bas de page (petits chiffres en exposant, introduits par l'outil «  Source ») sont à placer entre la fin de phrase et le point final[comme ça].
- Les liens internes (vers d'autres articles de Wikipédia) sont à choisir avec parcimonie. Créez des liens vers des articles approfondissant le sujet. Les termes génériques sans rapport avec le sujet sont à éviter, ainsi que les répétitions de liens vers un même terme.
- Les liens externes sont à placer uniquement dans une section « Liens externes », à la fin de l'article. Ces liens sont à choisir avec parcimonie suivant les règles définies. Si un lien sert de source à l'article, son insertion dans le texte est à faire par les notes de bas de page.
- La présentation des références doit suivre les conventions bibliographiques. Il est recommandé d'utiliser les modèles {{Ouvrage}}, {{Chapitre}}, {{Article}}, {{Lien web}} et/ou {{Bibliographie}}. Le mode d'édition visuel peut mettre en forme automatiquement les références.
- Insérer une infobox (cadre d'informations à droite) n'est pas obligatoire pour parachever la mise en page.

Pour une aide détaillée, merci de consulter Aide:Wikification.
Si vous pensez que ces points ont été résolus, vous pouvez retirer ce bandeau et améliorer la mise en forme d'un autre article.
 (juin 2021).
La glande rostrale des araignées est un petit organe sécréteur impair et médian qui doit son nom à sa situation dans le rostre, excroissance homologue d'une lèvre supérieure.

## Le rostre

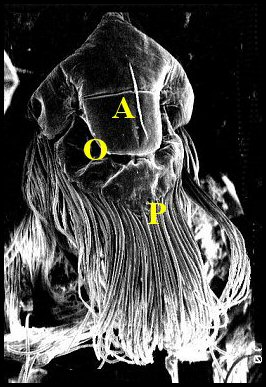
Fig.1 - Vue antérieure d'un rostre d'Araignée Argyrodes. A, auvent ; O, orifice de l'organe rostral ; P, poils. (M.E.B.)

Le rostre des Araignées est un organe impair, médian et symétrique représentant la lèvre supérieure (labre ou épistome). Il constitue la paroi dorsale du pharynx et la limite antérieure de la bouche. Cette dernière, étroite, est bordée latéralement par les lames maxillaires ou gnathocoxae et, en arrière, par le labium ou lèvre inférieure. Le rostre a généralement la forme d’un cône aplati, siégeant sur la face ventrale du prosoma, un peu en arrière des tiges chélicériennes qui tendent à le dissimuler avec les pièces buccales (Fig.1). Il a une consistance molle, est extensible et turgescent (Legendre, 1953, 1963),.Son intérêt est lié à un développement particulier et surtout, à la présence d’un énigmatique organe rostral découvert par Wasmann (1846) chez une Mygale au milieu du XIXe siècle, paraissant exister chez toutes les Araignées mais de développement très variable.  
Sa nature  et son rôle ont fait l'objet de plusieurs interprétations : organe glandulaire, glande salivaire à rôle digestif, glande différente des salivaires, organe sensoriel gustatif, organe statorécepteur ... Plus récemment, lui est attribué à nouveau une fonction digestive et Pulz (1987) l'incrimine dans la déperdition hydrique.   

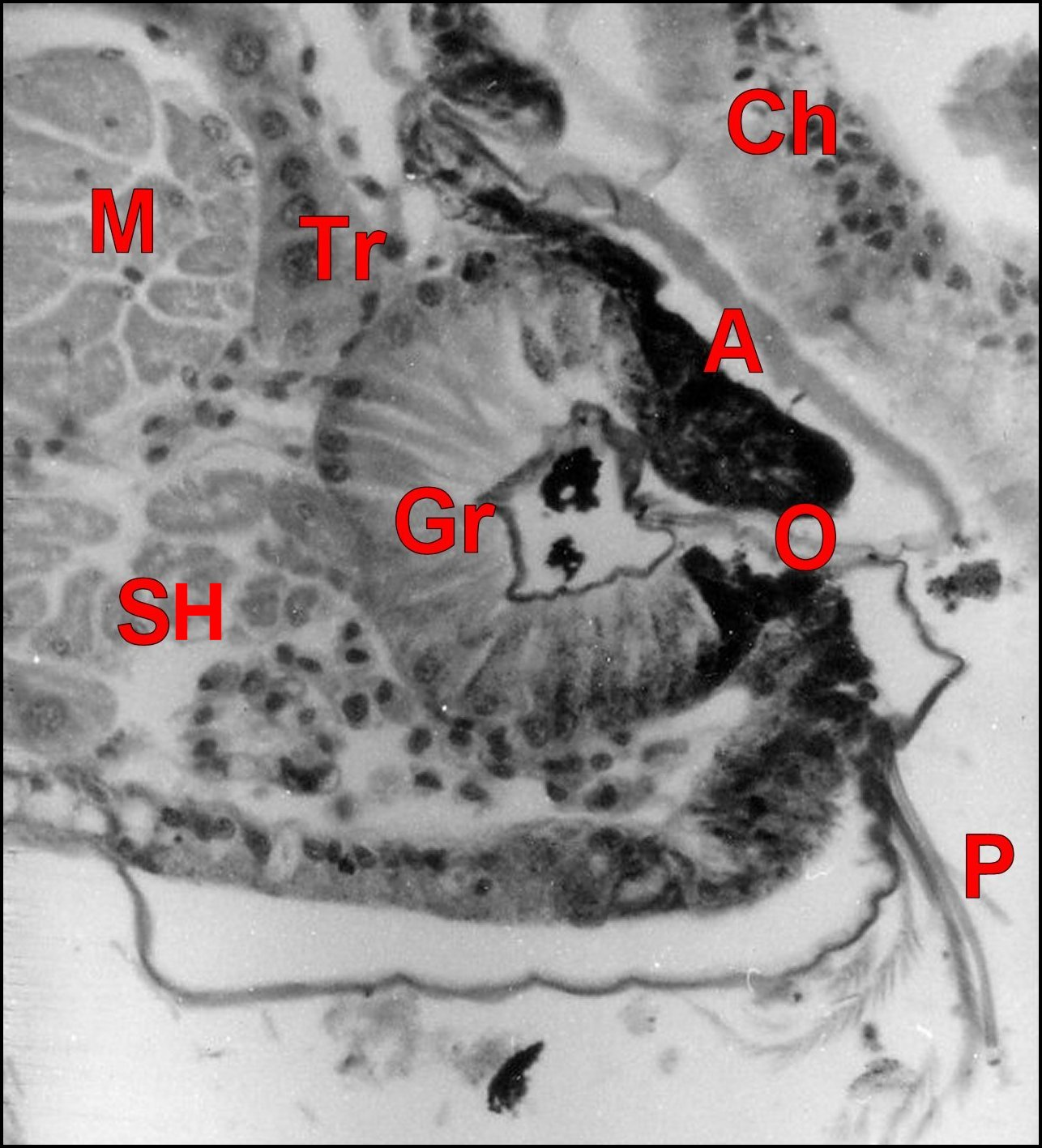
Fig.2 - Coupe histologique parasagittale d'un rostre dArgyrodes. Ch, chélicère ; Gr, glande du rostre ;M, muscle ; O, orifice ; P, poils ; S.H., sinus sanguin ; Tr., tissu réticulé.(C.H.)

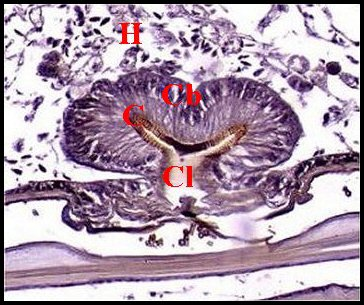
Fig.3 - Argyroneta aquatica : rostre, coupe histologique horizontale. C, cuticule ; Cb, chambre ; Cl, couloir ; H, sinus sanguin (C.H.)

Sur le plan histologique, le rostre est formé par un revêtement tégumentaire à cuticule d'épaisseur inégale, et par une vaste lacune sanguine (sinus hémolymphatique) contenant  des muscles et l'organe rostral. La cuticule s'épaissit sur sa face postérieure en une plaque épipharyngée montrant un sillon axial et une microsculpture latérale complexe ; au niveau de la zone apicale, elle est garnie de longs poils spinulés tactiles pouvant jouer aussi un rôle de filtre, bien visibles au microscope électronique à balayage (M.E.T.) (Fig. 1 ). La lacune sanguine contient des hémocytes, des néphrocytes et parfois, du tissu réticulé endocrine. Elle englobe également plusieurs muscles striés (transversaux, latéro-pharyngés) (Fig. 2) et, chez les mâles de Linyphiidae, des glandes gnathocoxales dites salivaires sexuelles développées hors des gnathocoxae, tout autant de particularités visibles dans les seules coupes fines(C.H.). 
L'organe siège dans la moitié antérieure du rostre, un peu au-dessus de sa pointe hérissée de poils. Il s'y présente comme une invagination tégumentaire (Fig. 2 à 5) en cul-de-sac ou en poche oblique contractant des rapports étroits avec la lacune sanguine, son contenu et les muscles transversaux. L'invagination peut être bifide, comme chez Argyroneta aquatica (Fig.3) ou même double dans le cas de Diguetia canities (Fig.14). 

## L’organe rostral.

### Structure histologique

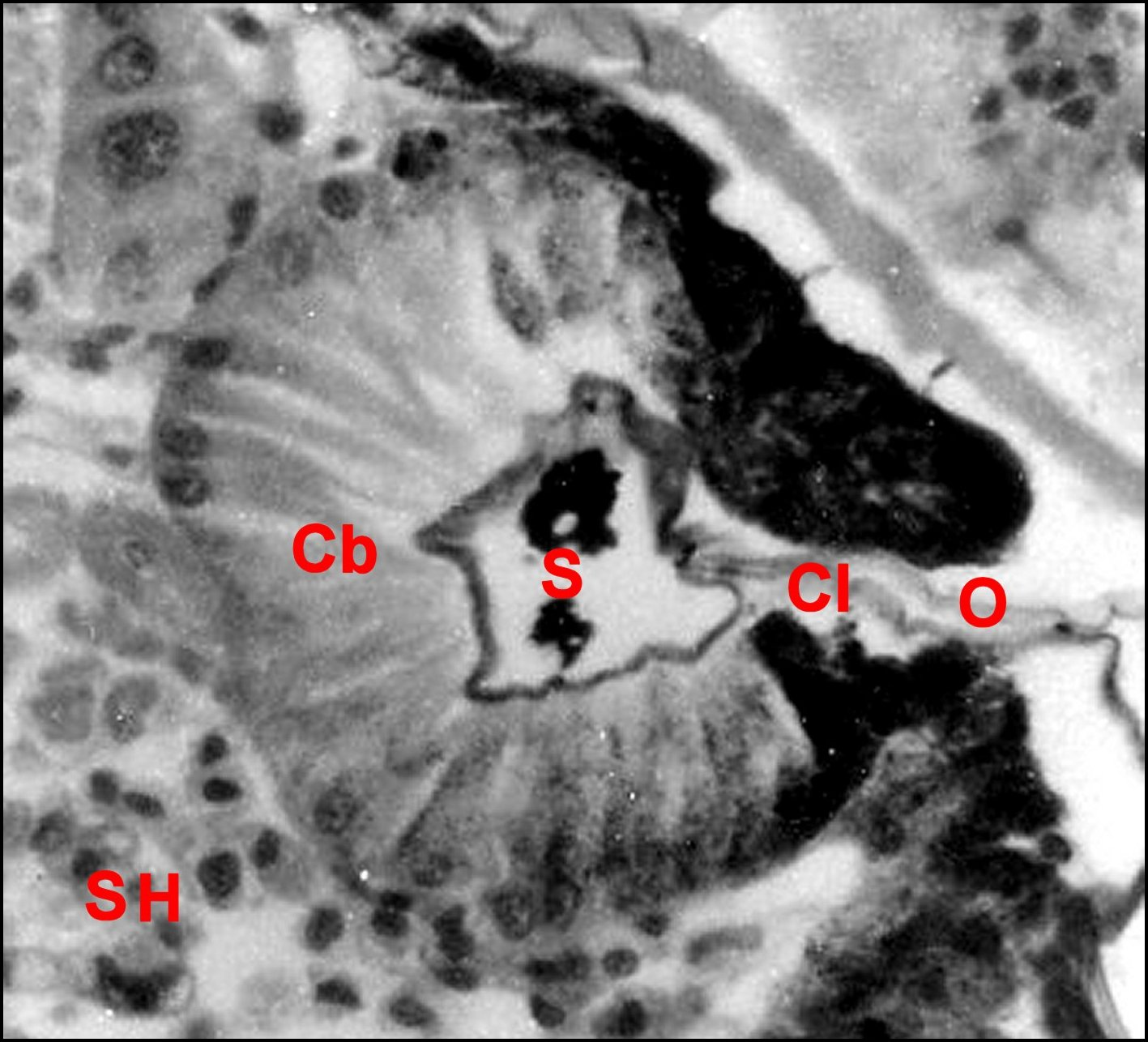
Fig.4 - Coupe parasagittale de la glande rostrale d'Argyrodes argyrodes. Cb, chambre - Cl, couloir - O, orifice - S, sécrétion - SH, sinus sanguin.(C.H.)

Déjà connue par une première exploration histologique succincte, elle a été approfondie ultérieurement dans deux autres espèces du même genre : Argyrodes argyrodes et A.canariensis. Comme chez la plupart des autres Araignées, leur invagination tégumentaire rostrale comporte deux parties : le couloir et une chambre unique (Fig. 2, 4), décrits par Legendre (1953) chez Tegenaria sous les noms respectifs de canal impair et partie cellulaire de l’organe. La chambre et le couloir sont tous deux  pourvus d'un épithélium et d'une cuticule en continuité avec ceux du tégument rostral (Fig. 2, 4).

#### Couloir

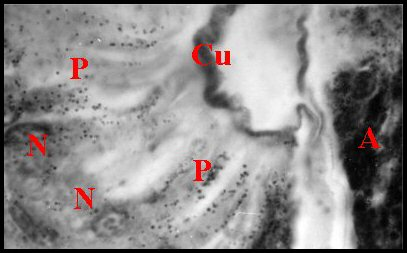
Fig.5 - Coupe de glande rostrale dArgyrodes, vue très partielle. Cu, cuticule ; N, noyaux d'adénocytes ; P, grains de pigment (C.H.)

Chez Argyrodes argyrodes, le couloir est étroit, aplati de haut en bas et d'avant en arrière, légèrement ascendant et bordé par deux lèvres, l'une supérieure (languette de Legendre, 1953), saillant en auvent trapézoïdal visible au M.E.B (Fig. 1), et l'autre, inférieure, mousse et assez peu marquée... 

### Ultrastucture
L’aspect au microscope électronique à transmission (M.E.T.) est celui d’un épithélium épidermique sécréteur que surmonte un revêtement cuticulaire modifié, tous deux séparés par un espace sous-cuticulaire ou extracellulaire présentant des différences nettes entre la chambre et le couloir.

#### Épithélium
Il est  formé par des cellules étroites et allongées, reposant sur une lamina, séparées de la cuticule sus-jacente par un espace extracellulaire (sous-cuticulaire), à pôles apicaux garnis de microvillosités et à noyaux ovalaires basaux.

##### Épithélium de la chambre
Ses cellules sont toutes semblables, présentent des caractères d’adénocytes mais sont dépourvues de canalicules excréteurs comme celles des glandes péribuccales. De ce fait, l’épithélium  ne comporte pas d’unités glandulaires structurées contrairement à la glande clypéale ou acronale. L’adénocyte est en forme de pyramide irrégulière d’autant plus longue et inclinée qu’elle est plus proche du couloir.
Son pôle basal est découpé par des invaginations du plasmalemme en compartiments petits, très nombreux, enchevêtrés et rappelant des prolongements podocytaires. La lame basale sous-jacente est finement granuleuse, sépare les prolongements de l’espace hémolymphatique voisin, et pénètre dans les invaginations membranaires sans passer en pont au-dessus d’elles. 
Le pôle apical ne présente pas d’invagination en réservoir de l’espace extracellulaire mais est  découpé en languettes flexueuses par des invaginations plus ou moins profondes du plasmalemme (Fig. 6 à 8). Les languettes sont garnies de microvilli se détachant sur la 
partie profonde de leur pourtour et disparaissant dans la partie supérieure ainsi dénudée qu’elles ne font qu’entourer. Ces microvilli sont remarquablement longues, subparallèles, presque rectilignes, contiennent dans leur axe des microfilaments, comblent les espaces correspondant aux invaginations du plasmalemme (Fig. 7 à 9) et entourent ainsi la partie supérieure des languettes, 
disposition bien visible dans les coupes fines  obliques ou transversales (Fig. 9). Les faces latérales sont assez régulières, peu engrenées et réunies entre elles  par de petites jonctions situées au-dessous des microvilli les plus inférieures. Le noyau ovoïde siège dans le tiers basal de l’adénocyte au-dessus des invaginations du plasmalemme, renferme un petit nucléole excentrique d’aspect réticulé, ainsi qu’une chromatine finement dispersée dans le nucléoplasme et se condensant aussi en mottes marginales contre l’enveloppe nucléaire.
Le réticulum endoplasmique est remarquablement développé, occupe la majeure partie du cytoplasme et laisse peu de place aux autres organites subcellulaires. D’aspect polymorphe, il est rugueux (granulaire) en périphérie, s’y présente sous forme de quelques sacs ergastoplasmiques aplatis  garnis de ribosomes, et partout ailleurs, lisse, constitué par un lacis inextricable de tubes enchevêtrés. Ces tubes plus ou moins anastomosés, variqueux, se dilatent en vésicules et occupent les compartiments basaux, les languettes apicales, sans s’engager toutefois  dans les microvillosités.

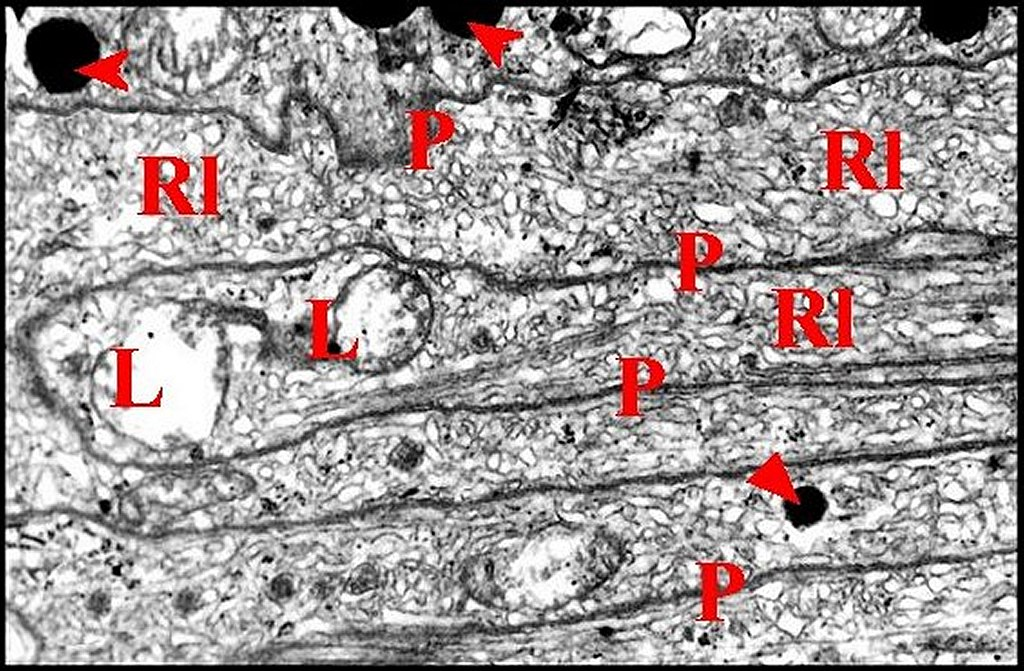
Fig.6 - Argyrodes argyrodes, glande rostrale, épithélium de la chambre : adénocytes coupés en long. L, lysosomes ; P, invaginations du plasmalemme accolées ; Rl, réticulum lisse. Flèches : pigment. (M.E.T.)

En revanche, l’ appareil de Golgi semble être  limité, à quelques petits dictyosomes épars, formés par un empilement de saccules qu’entoure un essaim de vésicules  recouvertes ou claires et dilatées (face trans). Des grains de sécrétion, plus nets chez Argyrodes canariensis que chez A.argyrodes, apparaissent en grand nombre dans les languettes du pôle apical (Fig. 9), sont subsphériques, de diamètre assez constant, limités par une membrane très fine, ont un contenu peu dense homogène ou granuleux et tendent à se réunir en files que les pinceaux de microvillosités semblent guider vers l’espace sous-cuticulaire. Les autres organites subcellulaires sont des mitochondries volumineuses plus ou moins arrondies, à longues crêtes transversales, siégeant surtout dans la région basale (zone périnucléaire et compartiments), des microtubules longitudinaux peu nombreux parallèles au grand axe de la cellule, des corps pseudo-myéliniques multivésiculaires, des lysosomes polymorphes (Fig.6) et des ribosomes libres ou groupés en polysomes.

##### Épithélium du couloir
Ses cellules sont très allongées, étroites et, comme les adénocytes, s’inclinent progressivement vers l’ouverture externe du couloir, les plus antérieures adoptant une disposition presque parallèle à la cuticule et se plaquant contre sa face profonde. 

Le pôle apical est garni de microvilli courtes, irrégulières et enchevêtrées, présente aussi une endocytose active donnant naissance à des vésicules recouvertes et ne s’invagine pas dans le cytoplasme sous-jacent. 

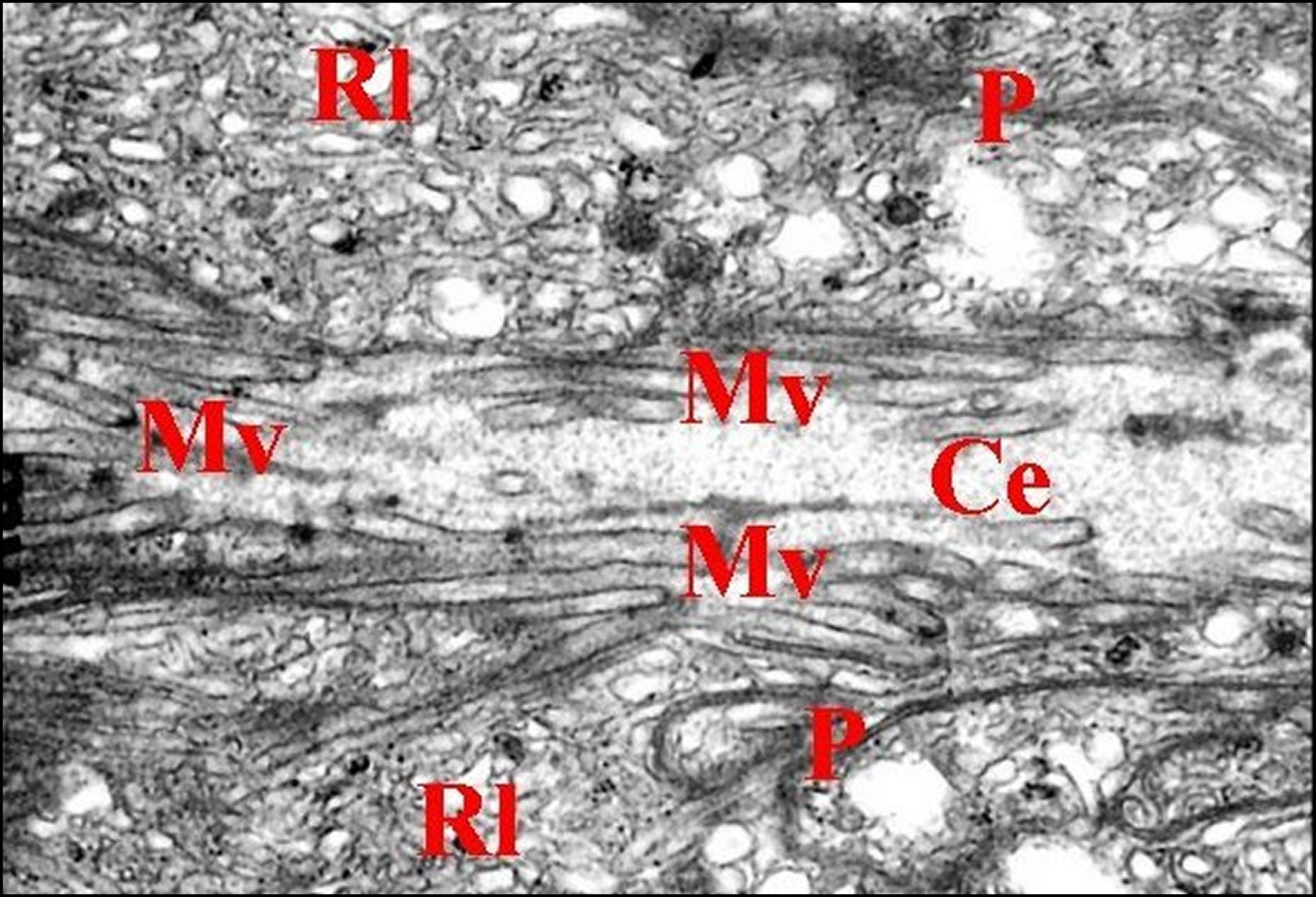
Fig.7 - Argyrodes argyrodes, glande rostrale, épithélium de la chambre : languettes et microvilli apicales des adénocytes en coupe longitudinale. Ce, cavité extracellulaire ; Mv, microvilli ; P, plasmalemmes accolés ; Rl réticulum lisse (M.E.T.)

Le noyau est basal, ovalaire et renferme de gros blocs marginaux d’hétérochromatine. Les organites subcellulaires sont des vésicules recouvertes, de nombreux ribosomes libres, du réticulum, quelques mitochondries allongées, à crêtes parallèles et surtout, des grains pigmentaires intensément osmiophiles, sphériques ou devenant polyédriques quand ils sont nombreux et rapprochés, se disposant alors en files presque parallèles à la cuticule.
Dans l’auvent, l’épithélium du couloir cèdent la place à des cellules épidermiques s’engrenant par leurs faces très sinueuses. Leur noyau irrégulier contient une chromatine abondante ; leur cytoplasme sombre renferme des ribosomes libres, de petites mitochondries et des grains de pigment, surtout nombreux chez Argyrodes argyrodes.

#### Cuticule

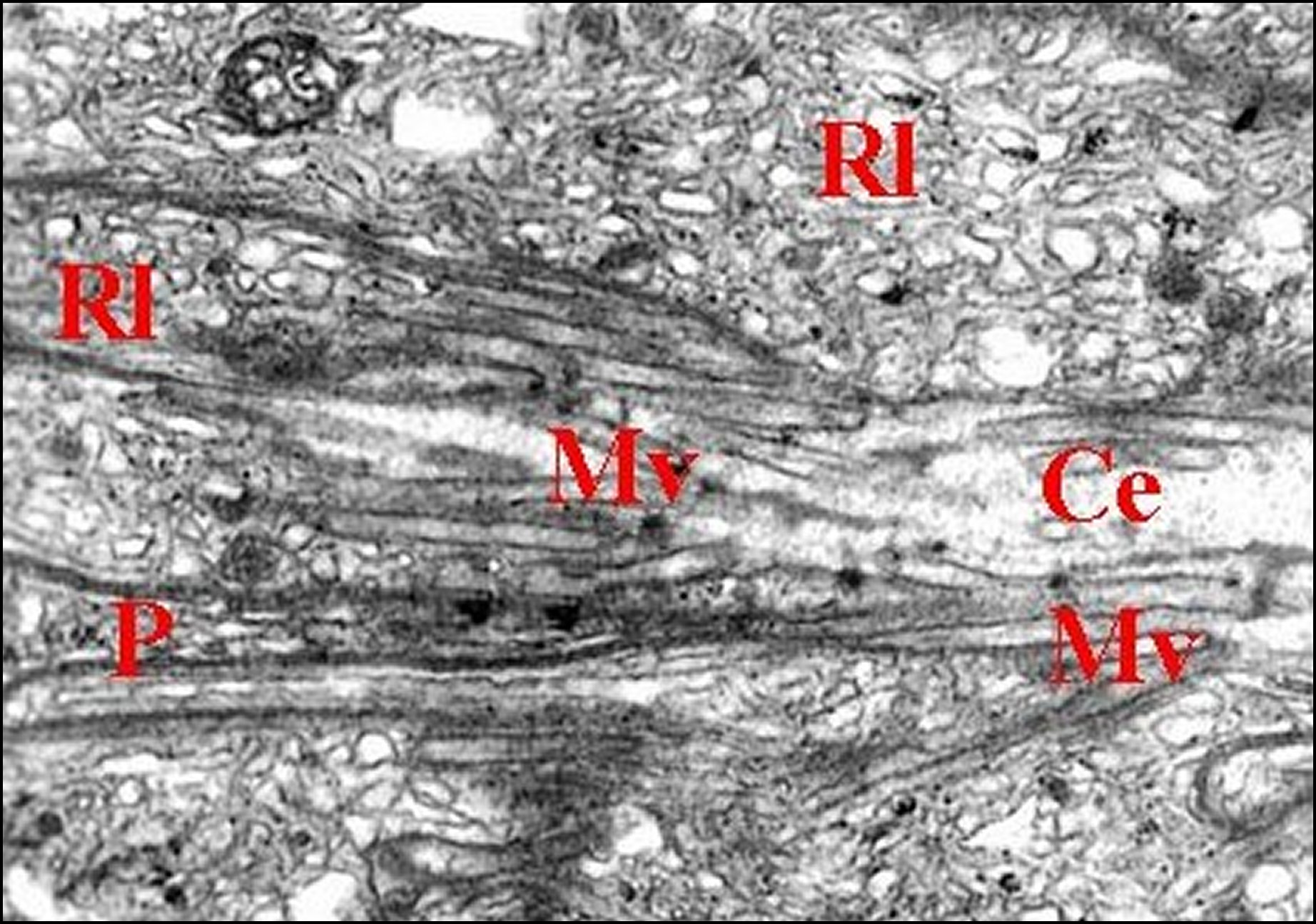
Fig.8 - Autres languettes et microvilli apicales des cellules glandulaires dans la chambre d'une glande rostrale d'Argyrodes en coupe longitudinale. Ce, cavité extracellulaire ; Mv, microvillosités ; P, invaginations du plasmalemme accolées ; Rl, réticulum lisse (M.E.T.)

Elle est formée par une épicuticule et une endocuticule ne présentant pas une ultrastructure uniforme dans la chambre et le couloir et est séparée des cellules épithéliales sous-jacente par l’espace sous-cuticulaire.

##### Chambre
La cuticule a une épaisseur irrégulière et forme des épaississements pouvant correspondre aux mamelons des coupes histologiques.

L’espace sous-cuticulaire qui la sépare des pôles apicaux des adénocytes est vaste, irrégulier et labyrinthique (Fig. 11). Il s’étend d’une part jusqu’aux desmosomes fermant les espaces interadénocytaires, entoure les languettes apicales, les microvillosités et contient un matériel finement grenu, avec des condensations allongées, filamenteuses.

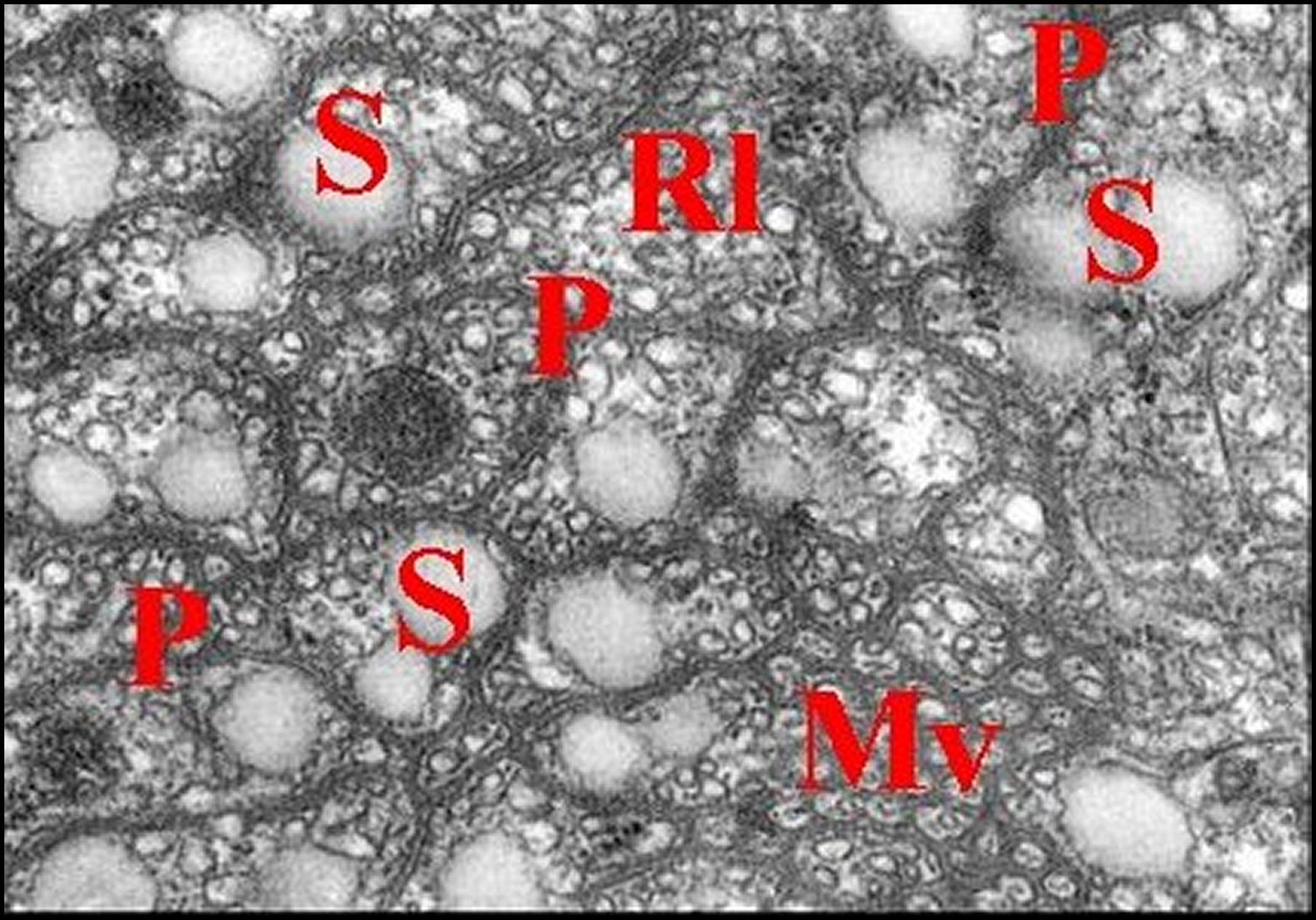
Fig.9 - Argyrodes canariensis, glande rostrale, épithélium de la chambre, languettes et microvilli apicales des adénocytes en coupe transversale. Mv, microvillosités ; P, invaginations du plasmalemme accolées ; Rl, réticulum lisse ; S, grains de sécrétion. (M.E.T.)

D’autre part, il se poursuit dans l’endocuticule par un ensemble de cavités que circonscrivent des travées ou cloisons plus ou moins incurvées s’anastomosant en réseau et semblant résulter d’une délamination cuticulaire. Responsables de l’aspect strié ou alvéolaire observé en microscopie optique, les mêmes cavités contiennent aussi du matériel grenu et sont également occupées par l’extrémité de la partie toute supérieure dénudée des languettes adénocytaires apicales. Ces expansions sont de taille variable et irrégulières : elles renferment des grains sombres et surtout des vésicules claires inégales, parfois dilatées et très volumineuses. L’épicuticule sus-jacente se compose de deux couches : l’une interne, d’épaisseur irrégulière, plus dense que les travées réticulées ; l’autre externe, très fine et osmiophile, hérissée de minuscules saillies pouvant correspondre à des crêtes subparallèles. En regard de chaque languette adénocytaire et de la cavité qu’elle occupe, l’épicuticule s’amincit brusquement pour former une petite zone criblée pouvant correspondre à un faisceau de canalicules épicuticulaires (wax canals) ; elle sépare toujours les adénocytes de la cavité de la chambre.

##### Couloir
La cuticule a une épaisseur régulière et est à peu près plane).

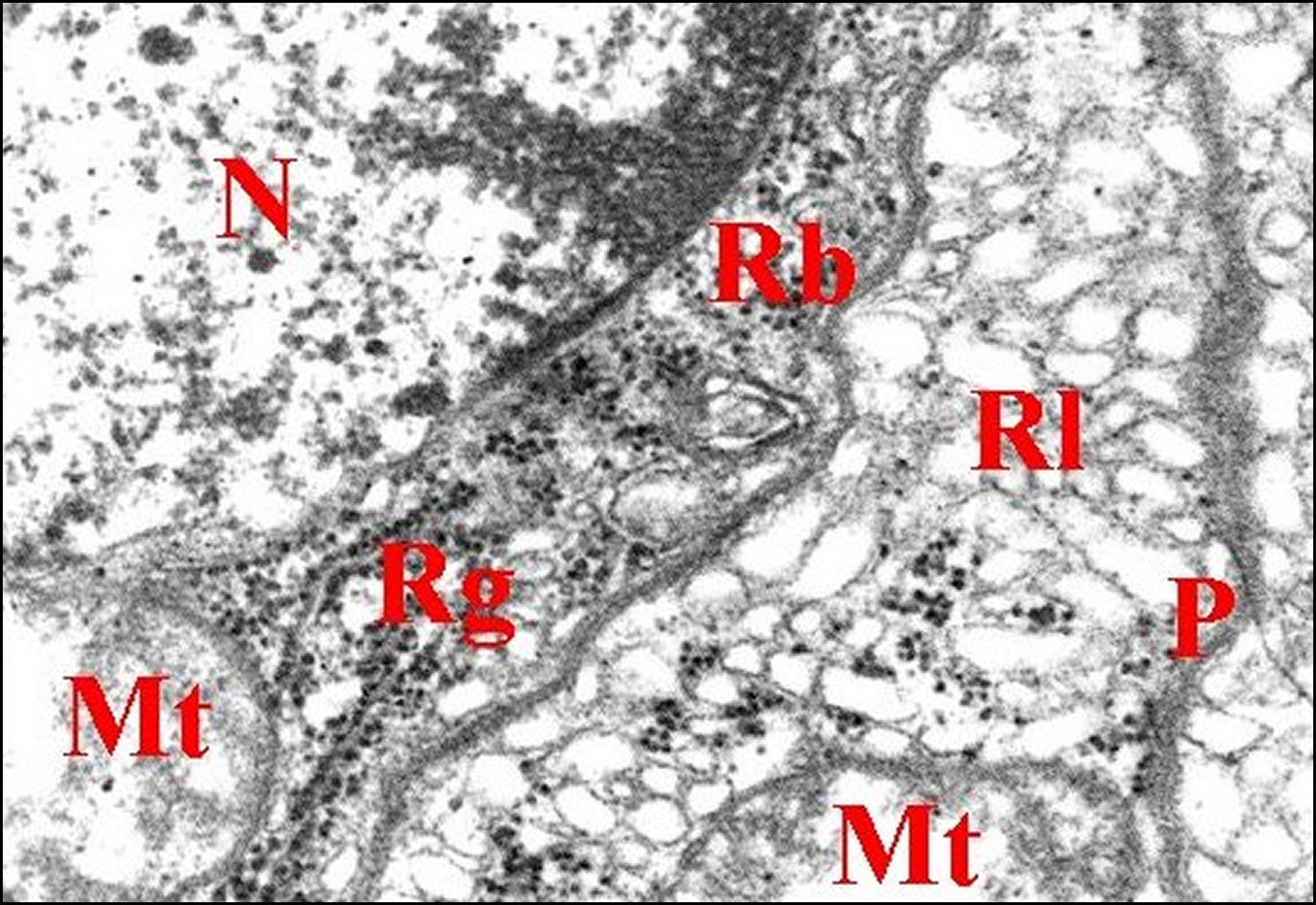
Fig.10 - Argyrodes argyrodes, glande rostrale, épithélium de la chambre et l es organites des adénocytes. Mt, mitochondries ; N, noyau ; P, plasmalemmes accolés ; Rb,ribosomes ; Rg, réticulum granuleux ; Rl, réticulum lisse (M.E.T.).

Au niveau de la partie postéro-ventrale du couloir, son endocuticule est  épaisse, lamelleuse, de densité modérée et ajourée au voisinage de la chambre par de nombreuses cavités larges, intercommunicantes, courtes ou allongées, généralement arrondies et s’étirant entre les feuillets endocuticulaires qu’elles semblent écarter les uns des autres. L’épicuticule sus-jacente est dense, très osmiophile et traversée comme précédemment  par des canalicules épicuticulaires (wax canals) mettant toujours en relation l’espace extracellulaire et la cavité du couloir.
Au niveau de la paroi antéro-dorsale (auvent) la cuticule recouvrant les cellules épidermiques hyperpigmentées est, en revanche, homogène et non  ajourée.                                     

## Commentaires

### Anatomie
L’organe rostral présente indiscutablement l’ultrastructure d’une glande : les grains de sécrétion  des adénocytes y traduisent sans équivoque une activité glandulaire. Il ne s’agit donc pas d’une formation sensorielle (absence de neurones et de cils) et l’hypothèse statoréceptrice, d'abord envisagée d'après la seule histologie, est abandonnée, peut-être au profit de l’appareil stridulatoire (sensilles du pédicule)

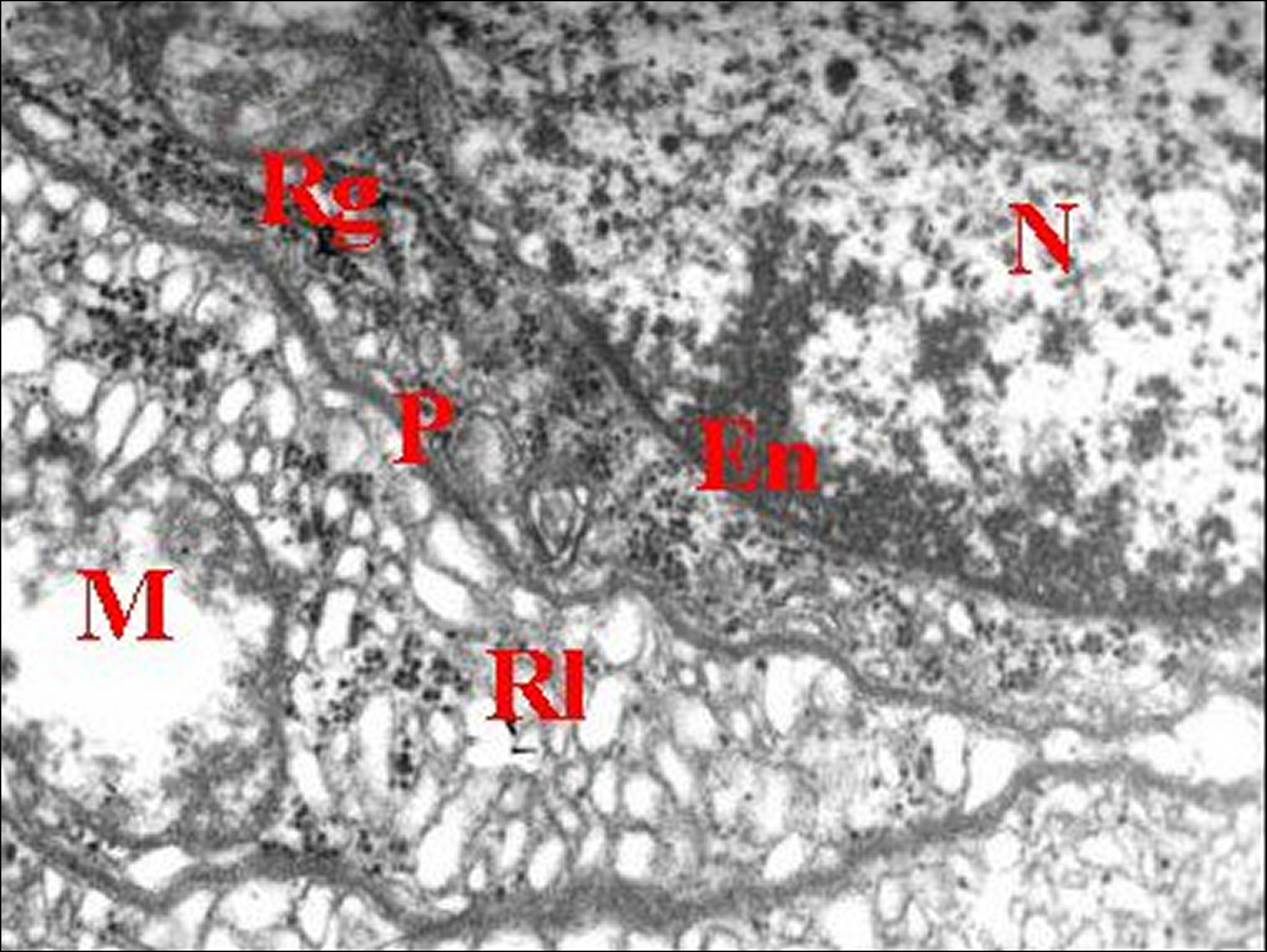
Fig.11 - Argyrodes argyrodes, glande rostrale, épithelium de la chambre et les organites adénocytaires, autre vue.En, enveloppe nucléaire ; M, mitochondries ; N, noyau ; P, plasmalemmes accolés ; Rl, réticulum lisse.(M.E.T.).

L’organe rostral est une glande épidermique ou tégumentaire anatomiquement délimitée, avec une situation et une forme qui lui sont propres, constituée par des cellules épithéliales identiques les unes aux autres, sans canaux excréteurs, directement recouvertes par la cuticule que leur sécrétion doit traverser au niveau des zones criblées. Il peut donc être rattaché à la classe 1 des glandes tégumentaires que Noirot et Quennedey (1974) ont définie chez les Insectes.
Il s’apparente aux glandes péri-buccales de la lèvre inférieure et des lames maxillaires dont les  adénocytes possèdent aussi un réticulum lisse abondant. Toutefois, ces cellules ne sont pas aussi riches en mitochondries, en microvillosités et élaborent une matériel lamellaire d’aspect différent.

### Ontogénie
Le dédoublement  évident de la glande chez Diguetia canities (Fig.14) et son aspect bifide chezTegenaria (Legendre, 1953), confirme qu'au  point de vue ontogénique, le rostre  résulte bien, selon Legendre (1979), de la fusion de deux ébauches , cette parité d'origine se traduisant d'ailleurs chez la prélarve   par une division apicale et, chez l'adulte d'autres genres, tels qu' Argyroneta, (Fig. 3) par la bifidité de l' organe rostral .  

### Rôle

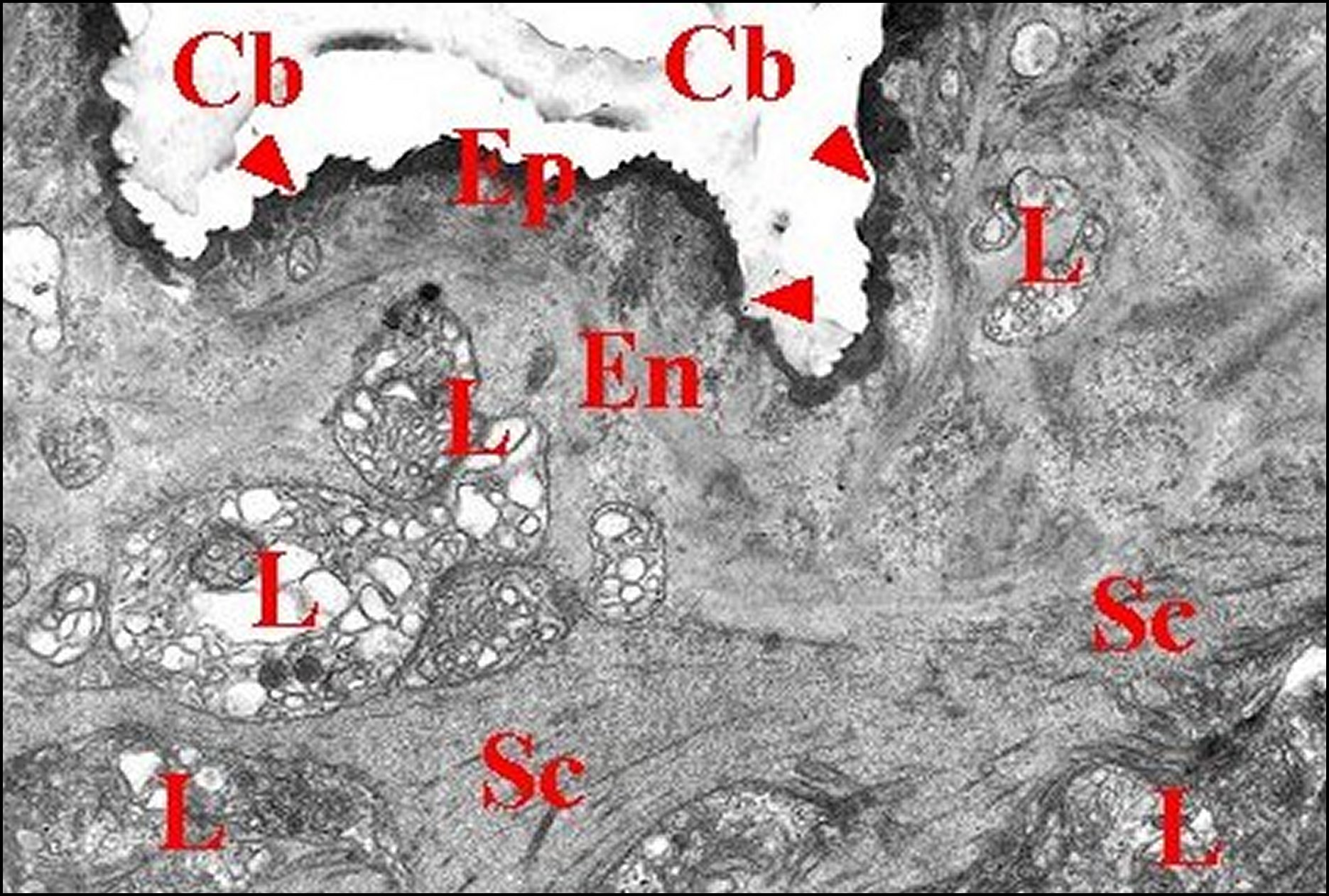
Fig.12 - Argyrodes argyrodes, glande rostrale, cuticule et épithélium de la chambre. Cb, cavité de la chambre ; En, endocuticule ; Ep, épicuticule ; L, languettes adénocytaires ; Sc, espace sous-cuticulaire. Flèches : zones criblées et canalicules épicuticulaires (M.E.T.)

Sur le plan fonctionnel, il semblerait que le produit de sécrétion  ne puisse être libéré en masse dans la cavité de la chambre, les canalicules épicuticulaires étant trop étroits et un appareil constricteur d’expulsion faisant défaut,  mais y soit plutôt émis passivement, en petite quantité et de manière continue. Il s’évaporerait sans laisser de trace décelable sur les coupes microscopiques et serait ainsi émis à l’extérieur par le couloir et l’orifice de l’organe.
L’hypothèse d’une sécrétion volatile, peut-être sémio-chimique et odoriférante, s’accorde mieux avec la situation particulière et l’ultrastructure de la glande que les concepts d’un liquide digestif ou d’un produit lubrifiant plus adaptés aux glandes gnathocoxales salivaires, aux glandes péribuccales et aux diverticules chylentériques.                

## Notes et références

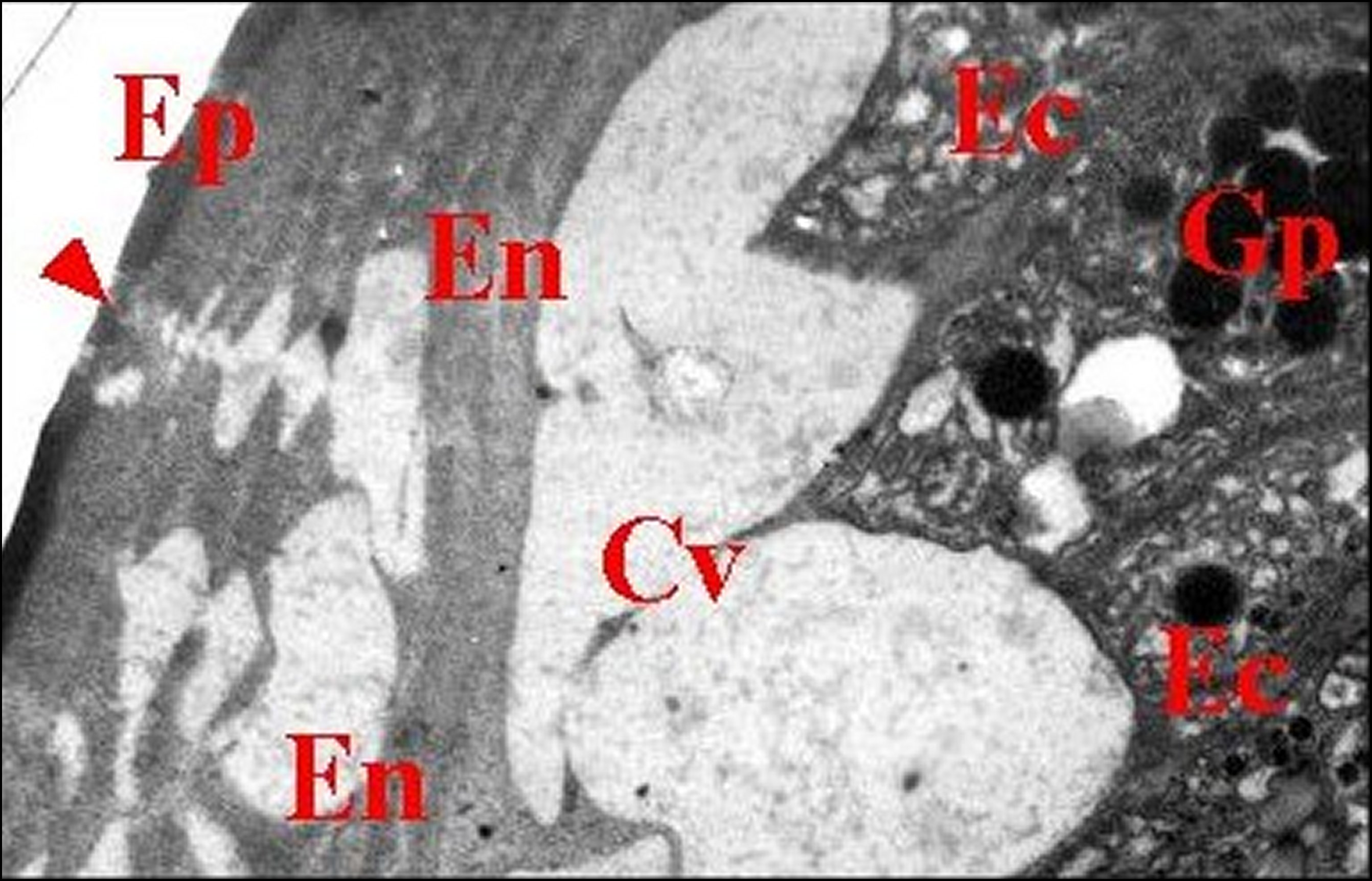
Fig. 13 - Argyrodes argyrodes, glande rostrale, cuticule et épithélium du couloir. Cv, cavités endocuticulaires ; Ec, épithélium du couloir ; En, endocuticule ; Ep, épicuticule ; Gp, grains de pigment. Flèche : canalicule épicuticulaire (M.E.T.)

### Bibliographie

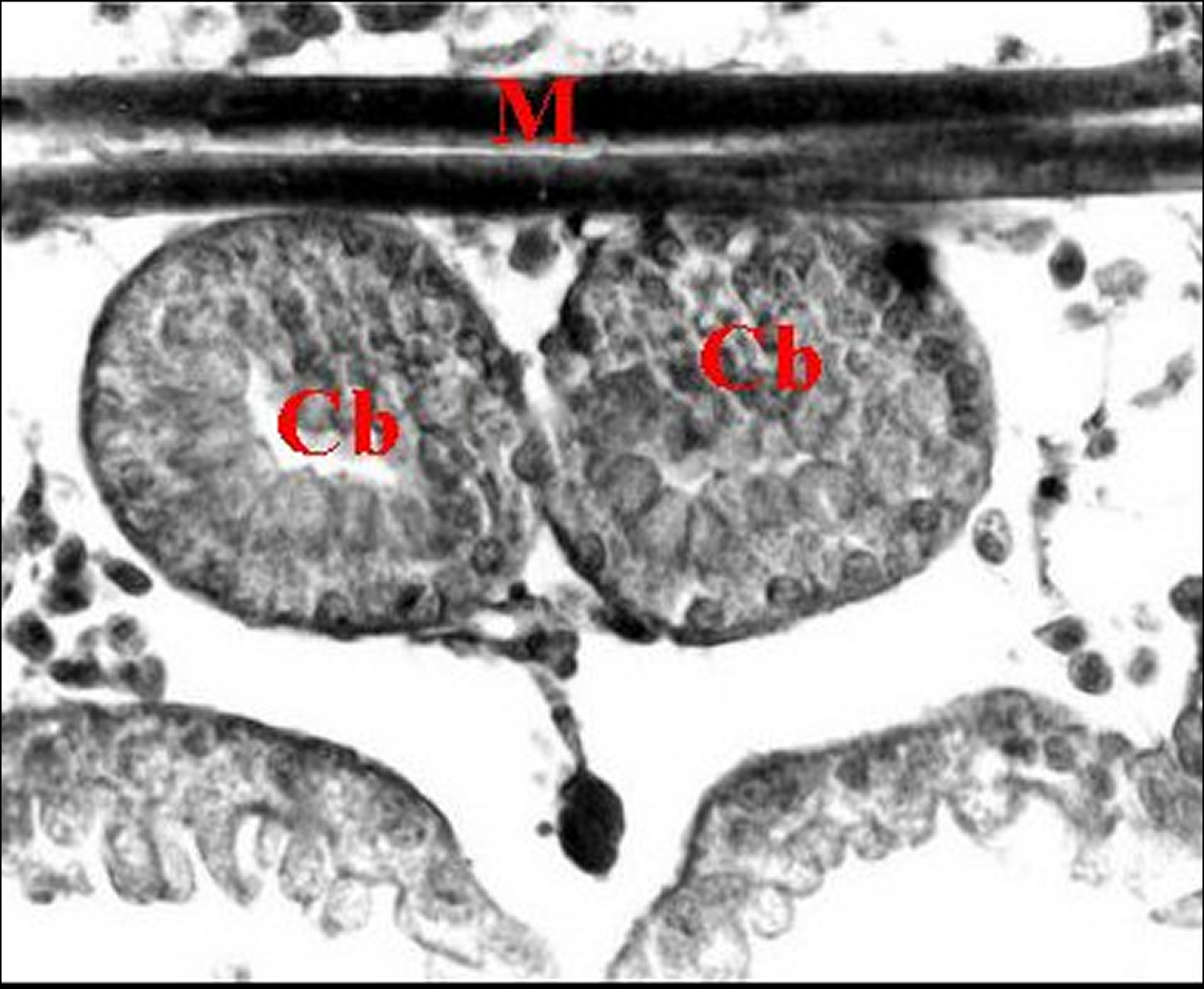
Fig. 14 - Diguetia canities : glande rostrale dans une coupe transversale. Cb, chambres de cette glande double ; M, muscle strié à la base du rostre(C.H.)